# 光系统 I

在类囊体膜上发生的光合作用的光反应

拟南芥的叶绿体基因组中psa基因的位置。参与光合作用的21种蛋白质编码基因显示为绿色框。

光系统 I（ PSI，或质体蓝素 - 铁氧还蛋白氧化还原酶 ）是藻类、植物和一些细菌的光合作用光反应中的第二个光系统。 光系统  I是一种完整的膜蛋白复合物，它使用光能，以产生高能量载体ATP和NADPH。 PSI包含超过110个辅助因子，远远超过光系统II。 

## 历史
这个光系统被称为PSI，因为它是在光系统II之前发现的。PSI在20世纪50年代发现，但当时这些发现的意义尚不清楚。 Louis Duysens在1960年首次提出了光系统I和II的概念，并在同一年，Fay Bendall和Robert Hill的提议将早期发现汇集成一个连贯的光合作用反应理论， Hill和Bendall的假设后来在Duysens和Witt团队于1961年进行的实验中得到了证明。 

## 组成和运作
PSI的两个主要亚基PsaA和PsaB是参与P700、A0、A1和Fx 的结合的密切相关的蛋白质。PsaA和PsaB都是含有730至750个氨基酸的完整膜蛋白，推测含有11个跨膜区段。在Fx的4Fe-4S铁硫中心由四个半胱氨酸配位；这些半胱氨酸中的两个由PsaA蛋白提供，另外两个由PsaB提供。两种蛋白质中的两个半胱氨酸是近端的，并且位于第九和第十跨膜区段之间的环中。亮氨酸拉链基序推测在半胱氨酸下游，可能有助于PsaA / PsaB的二聚化。末端电子受体FA和FB位于称为PsaC的9kDa蛋白质中。  
| 蛋白质亚基        | 描述                                                                            |
| ----------------- | ------------------------------------------------------------------------------- |
| PsaA              | 相关的大跨膜蛋白参与P700，A0，A1和Fx的结合。结构上与光合反应中心蛋白家族有关 。 |
| PsaB              | 相关的大跨膜蛋白参与P700，A0，A1和Fx的结合。结构上与光合反应中心蛋白家族有关 。 |
| PsaC              | 铁硫中心;用于Fa和Fb的脱辅基蛋白                                                 |
| PsaD              | IPR003685                                                                       |
| PsaE              | IPR003375                                                                       |
| PsaI              | -                                                                               |
| PsaJ              | -                                                                               |
| PsaK              | -                                                                               |
| PsaL              | IPR036592                                                                       |
| PsaM              | -                                                                               |
| PsaX              | -                                                                               |
| 细胞色素b6f复合物 | 可溶性蛋白质                                                                    |
| Fa                | 在电子传输链（ETC）中                                                           |
| Fb                | 在ETC中                                                                         |
| Fx                | 在ETC中                                                                         |
| 铁氧还蛋白        | ETC中的电子载体                                                                 |
| 质体蓝素          | 可溶性蛋白质                                                                    |
| 血脂              | 描述                                                                            |
| MGDG II           | 单半乳糖二甘油酯脂质                                                            |
| PG I              | 磷脂酰甘油磷脂                                                                  |
| PG III            | 磷脂酰甘油磷脂                                                                  |
| PG IV             | 磷脂酰甘油磷脂                                                                  |
| 色素              | 描述                                                                            |
| 叶绿素a           | 天线系统中的90种色素分子                                                        |
| 叶绿素a           | ETC中的5种色素分子                                                              |
| 叶绿素a0          | ETC中改性叶绿素的早期电子受体                                                   |
| 叶绿素a '         | ETC中的1种色素分子                                                              |
| β-胡萝卜素        | 22 种类胡萝卜素色素分子                                                         |
| 辅酶和辅因子      | 描述                                                                            |
| QK -A             | 早期电子受体ETC中的维生素K 1 叶绿醌                                             |
| QK -B             | 早期电子受体ETC中的维生素K 1叶绿醌                                              |
| FNR               | 铁氧还蛋白NADP+ </br> 氧化还原酶                                                |
| Ca2+              | 钙离子                                                                          |
| Mg2+              | 镁离子                                                                          |

### 光子
色素分子的光激发诱导在天线复合物中的电子转移。

### 天线复合物
天线复合物由附着在两种蛋白质上的叶绿素和类胡萝卜素分子组成。 这些色素分子在光子激发时从光子传递共振能量。天线分子可以吸收可见光谱内的所有波长的光。 这些色素分子的数量因生物而异。例如，蓝细菌Synechococcus elongatus（ Thermosynechococcus elongatus ）具有约100种叶绿素和20种类胡萝卜素，而菠菜叶绿体具有约200种叶绿素和50种类胡萝卜素。  位于PSI天线复合体内的是叶绿素分子，称为P700反应中心。 由分子传播的能量被导向反应中心。 每个P700可能有多达120个或少至25个叶绿素分子。 

### P700反应中心
P700反应中心由改性叶绿素a组成，最佳吸收波长为700nm ，波长较长会导致漂白。 P700从天线分子接收能量，并利用每个光子的能量将电子提升到更高的能量水平。 这些电子在氧化/还原过程中成对地从P700移动到电子受体。 P700的电位约为-1.2伏 。 反应中心由两个叶绿素分子组成，因此称为二聚体。 二聚体被认为由一个叶绿素a分子和一个叶绿素a '分子（P700，webber）组成。 但是，如果P700与其他天线分子形成复合物，它就不再是二聚体。 

### 改性叶绿素a0
改性叶绿素a0是PSI中的早期电子受体。 叶绿素a0接受来自P700的电子，然后将它们传递给另一个早期的电子受体。 

### 叶绿醌A1
叶绿醌A1是PSI中的下一个早期电子受体。 叶绿醌有时也称为维生素K1。 叶绿醌A1氧化a0以接收电子，并进而还原Fx以使电子通过Fb和Fa 。  

### 铁硫复合物
在PSI中发现了三个蛋白质铁 - 硫反应中心。标记为Fx ，Fa和Fb，它们用作电子转送器。  Fa和Fb与PSI复合物的蛋白质亚基结合，Fx与PSI复合物结合。 各种实验表明，铁硫辅因子取向和操作顺序之间存在一些差异。

### 铁氧还蛋白
铁氧还蛋白（Fd）是一种可溶性蛋白质，有助于还原NADP+
为NADPH。 Fd移动以将电子携带至单独的类囊体或降低NADP+
的酶NADP+
。 类囊体膜对于Fd的每种功能都具有一个结合位点。 Fd的主要功能是将铁-硫络合物中的电子带到铁氧还蛋白-NADP+
还原酶 。 

### 铁氧还蛋白-NADP+还原酶（FNR）
该酶将电子从还原的铁氧还蛋白转移到NADP+
 完成NADPH的还原。 FNR也可以通过与NADPH结合而接受来自NADPH的电子。 

### 质体蓝素
质体转运蛋白是一种电子载体，它将电子从细胞色素b6f转移到PSI的P700辅助因子。 

## Ycf4蛋白结构域
Ycf4蛋白结构域存在于类囊体膜上，对光系统I至关重要，这种类囊体跨膜蛋白有助于组装光系统 I的组成部分，如果没有它，光合作用效率会低下。

## 演化
分子数据显示，PSI可能是从绿色硫细菌的光系统发展而来。绿色硫细菌和蓝细菌、藻类和高等植物的光系统不一样，但是有许多类似的功能和类似的结构。不同光系统之间的三个主要特征相似： 首先，氧化还原电位足以还原铁氧还蛋白； 其次，电子接受反应中心包括铁-硫蛋白； 最后，在两个光系统的复合物中的氧化还原中心构建在蛋白质亚基二聚体上。 绿色硫细菌的光系统甚至包含PSI中电子传递链的所有相同辅助因子。 两个光系统之间的相似性的数量和程度强烈地表明PSI来自绿色硫细菌的类似光系统。

## 请参见
- 生物混合太阳能电池